# Aeroportul Francis S. Gabreski
Aeroportul Francis S. Gabreski (IATA: FOK, ICAO: KFOK, FAA LID: FOK) este un aeroport din New York, Statele Unite ale Americii ce deservește zona Westhampton Beach⁠(d). Aeroportul a fost tranzitat în 2019 de 784 de pasageri.
Situat la o altitudine de 20 m, aeroportul dispune de 3 piste.

## Infrastructură

### Piste
Aeroportul dispune de 3 piste: 
- pista 01/19, cu dimensiunile 5.001 picioare × 150 picioare
- pista 06/24, cu dimensiunile 9.001 picioare × 150 picioare
- pista 15/33 din asfalt, cu dimensiunile 5.003 picioare × 150 picioare